# Завод за заштиту споменика културе Ниш
| Завод за заштиту споменика културе Ниш |                                                                   |
|                                        |                                                                   |
| Врста                                  | Установа културе                                                  |
| Основана:                              | 1966.                                                             |
| Седиште:                               | Добричка 2 · Ниш Србија                                           |
| Директор:                              | Љиљана Берић                                                      |
| Веб презентација                       | Званична презентација Архивирано на веб-сајту (27. децембар 2018) |

Завод за заштиту споменика културе Ниш основан 1966. године, са садиштем и Нишу, је државна установа у области културе која обавља делатност заштите непокретних културних добара на територији која обухвата седам управних округа Републике Србије. То подразумева територију која се отприлике простире на северу од Кладова, до Трговишта, Бујановца и Прешева не југу Србије.

## Историја
Завод за заштиту споменика културе Ниш основан је 25. марта 1966. године као самостална и самоуправна радна организација са задатком да обављање делатности старања о заштити непокретних културних добара. прво на територији среза Ниш и среза Лесковац, а потом од 1967. године, након укидања срезова у СР Србији, права и дужности оснивача Завода су пренета на републичке органе.
Завод који је са радом почео 1967. године, након попуне кадровима, у сталним просторијама у Згради Универзитета у Нишу (Зграда Бановине, споменик културе од великог значаја).
Прве године рада Завода представљају период сталног ангажовања на пословима заштите непокретних културних добара, истраживању и систематском проучавању споменичке баштине града Ниша и читаве југоисточне Србије.
Током 1970. године Завод је обавио на подручју три региона (Нишки, Јужноморавски и Зајечарски) свеобухватна истраживања споменичке баштине југоисточне Србије, и том приликом евидентирано преко 4.000 непокретних културних добара, а на више од 150 извео радове на техничкој заштити.
Заштиту културних добара Завод је у континуитету остваривао посредно кроз правну регулативу и стручну документацију, и непосредно кроз истраживање, конзерваторско-рестаураторске и друге радове у оквиру техничке заштите.
Од његовог оснивања до данас основна оријентација Завода, је хитно спасавање најугроженијих споменика културе, предузимање низа мера на архитектури, живопису и сл. и интензивиран рад на систематском сагледавању целокупног споменичког фонда на територији надлежности Завода.
На челу Завода се од 25. марта 1966. године до 31. децембра 1975. године налазио арх. Момчило Митровић. На месту руководиоца наследио га је архитекта Александар Радовић (1976 — 2004), а затим архитекта Миле Вељковић (2004 — 2012).

### Руководиоци
На челу Завода се од 25. марта 1966. године до 31. децембра .1975. године налазио архитекта Момчило  Митровић. Наследио га је архитекта Александар Радовић (1976-2004), а затим архитекта Миле Вељковић (2004- 2012). Архитекта Елена Васић Петровић је на месту директора од 2012 до 2018. године, Љињана Берић, дипломирани правник, дужност директора обавља од 2018. године.

## Услуге Завода
Услуге Завода за заштиту споменика културе Ниш су:
- Израда техничке документације – конзерваторско рестаураторски пројекати и архитектонски пројекти
- Конзервација и рестаурација
- Истраживања – валоризација
- Издавачка делатност – публикације
- Самосталне изложбе
- Издавање Услова, Решења и Сагласности на пројекте санације, адаптације, доградње, реконструкције, рестаурације, ревитализације као и на урбанистичке планове.[2]

## Територијална надлежност
Завод је надлежан за седам управних округа (Нишавки, Пиротски, Топлички, Јабланички, Пчињски, Борски, Зајечарски) и води евиденцију и брине о културним добрима на територији града Ниша и општина: Бољевац, Зајечар, Књажевац, Ражањ, Сокобања, Алексинац, Гаџин Хан, Дољевац, Мерошина, Сврљиг, Бабушница, Бела Паланка, Димитровград, Пирот, Бојник, Власотинце, Лебане, Лесковац, Медвеђа, Црна Трава, Блаце, Житорађа, Куршумлија, Прокупље, Босилеград, Бујановац, Владичин Хан, Врање, Прешево, Сурдулица, Трговиште, Бор, Кладово, Мајданпек и Неготин.

## Непокретна културна добра
| Врста културног добра               | Назив и локација |
| ----------------------------------- | --- |
| Културно добро од изузетног значаја | Археолошка налазишта "Феликс Ромулијана" - остаци старог града Гамзиграда, Зајечар - "Медијана" Бресје, Ниш - Медијана - "Царичин Град", Лебане - "Лепенски Вир", Мајданпек - "Караташ - Дијана" римско и византијско утврђење, Кладово - "Каструм са Понтесом (Трајанов мост)", Кладово - "Рудна Глава", Мајданпек Знаменита места Споменик на Бубњу и спомен парк "Бубањ", Ниш - Палилула- Чегар - место из I српског устанка, Ниш - Пантелеј Споменици културе Манастир Св. Николе, Куршумлија - Манастир Св. Богородице, Куршумлија - Ћеле Кула, Ниш - Медијана - Рановизантијска гробница са фрескама, Ниш - Пантелеј - Трајанова табла и део пута, Кладово - Хајдук Вељкова барутана, Неготин - Манастир Св. Прохор Пчињски, Бујановац - Кућа породице Христић - Музеј Понишавља, Пирот - Спомен музеј "12. фебруар" - Логор, Ниш - Црвени крст |
| Културно добро од великог значаја   | Археолошка налазишта „Дренград" Бреговина, Прокупље - Велика хумска чука код Хума, Ниш - Црвени Крст „Кулина" Градиште, Балајнац, Мерошина „Равна - Timacum Minus", Књажевац „Ремисијана", Бела Паланка Знамeнита места Шанчеви из I српског устанка, Делиград, Алексинац Просторно културно историјске целине Старо градско језгро, Неготин -Баба Златина улица, Врање Споменици културе Курвин град, Малошиште, Дољевац -Јашуњски манастир - Св. Богородице, Лесковац - Јашуњски манастир - Св. Јован, Лесковац - Соко град код Сокобање, Сокобања -Манастир Темска са црквом посвећеном Св. Ђорђу, Пирот - Манастир Рударе са црквом посвећеном Св. Петки, Лесковац - Манастир Лапушња код Лукова, Бољевац - Манастир Короглаш, Милошево, Неготин - Манастир посвећен Св. Тројици, Горња Каменица, Књажевац - Црква посвећена Св. Богородици, Доња Каменица, Књажевац - Нишка тврђава, Ниш - Црвени Крст - Марково кале код Врања - Стари турски амам, Врање - Пашини конаци, Врање -Црква Св. Мине, Виктора и Вићентија, Куршумлија - Кућа Шоп Ђокића, Лесковац - Манастир Поганово са црквом посвећеном Св. Јовану Богослову, Димитровград - Кућа Борислава Станковића, Врање - Манастир Св. Стевана у Липовцу, Алексинац - Пиротска тврђава - Момчилов град, Пирот - Црква Св. Богородице на Вражјем Камену, Доња Трница, Трговиште -Латинска црква, Горњи Матејевац, Ниш - Пантелеј - Споменичка целина Град Хисар, црква Св. Прокопија и Латинска црква, Прокупље - Манастир Св. Богородице, Сићево, Ниш - Нишка Бања - Стари град Фетислам, Кладово - Кућа адвоката Драгутина Влајинца, Врање - Црква Св. Петке, Станичење, Пирот - Зграда „Бела Мачка", Пирот - Манастир Св. Роман, Ђунис, Ражањ - Зграда Старог Официрског Дома, Ниш - Медијана - Манастир Ајдановац са црквом Св. Ђорђа, Здравиње, Прокупље - Стара црква Св. Вазнесења, Велики Крчимир, Гаџин Хан - Марина кула, Кастрат, Куршумлија -Зграда Старог начелства - зграда Универзитета, Ниш - Црвени Крст - Кућа Стевана Мокрањца, Неготин - Зграда Пастеровог завода, Ниш - Медијана - Гигина кућа, Власотинце - Стара црква Св. Богородице, Неготин - Манастир Чукљеник са црквом посвећеном Св. Николи, Лесковац - „Стара управа” Комплекс бакарнице са старом топионицом, Мајданпек - Црква Св. Богородице у Мртвици, Владичин Хан - Зграда Начелства - зграда Скупштине општине, Врање- |
| Непокретна културнa добра           | Археолошка налазишта "Лазарева пећина" код Злота, Бор - АН "Градац", Власотинце АН "Трап", Власотинце - АН "Градац" Злокућане, Лесковац - АН Кале – Међа, Лесковац - Кале – Гргурец, Лесковац - АН Бубањ, код Новог Села, Палилула, Ниш - Део византијске некрополе на Пантелеју, Пантелеј, Ниш - АН Трансдиерна, Кладово - АН "Равна", Мајданпек - АН "Каструм", Кладово - АН "Рибница", Мајданпек - АН "Пецка Бара", Кладово - АН "Циганија", Мајданпек - Мало Голубиње, Кладово - АН "Велико Голубиње", Кладово АН "Бољетинска Река", Мајданпек АН "Хајдучка воденица", Кладово АН Велики Градац и Бања - Талијата, Мајданпек - АН "Голо Брдо", Кладово - АН "Мала Ливадица", Мајданпек - АН "Велика Ливадица", Мајданпек - АН "Римске Терме", Прокупље - Римска грађевина са мозаиком на коњичком гробљу, Пантелеј, Ниш - АН Велико Градиште, Бољевац - АН Мокрањске Стене, Неготин АН "Гоинско Кале", Димитровград 'Трњана – Брестовачка Бања, Бор Праисторијско насеље Кучајна, Бор - Кастел на Мирочу", Мајданпек - Византијска гробница код Јагодинмалског моста – Базилика са Мартиријумом, Пантелеј, Ниш - АН Врело - Шаркамен, Неготин АН "Кале - Кршевица", Бујановац Знамнита места: Меморијални парк Старо војно гробље на Делијском Вису,Палилула, Ниш - Јеврејско гробље, Ниш - Палилула - Споменички простор са спомен плочом стрељаним припадницима НОР-а на Каца Камену, Пирот Просторно културно историјске целине Комлекс објеката из XIX века у Лукову, Бољевац - Комплекс Мокрањчеве куће, Неготин - Комлплекс Штубичких пивница, Неготин - Комплекс Рајачких и Рогљевских пивница, Неготин - Део урбане целине старе чаршије у Улици Маршала Тита (Светосавска) од бр. 12 – 24, Сокобања - Део урбане целине старе чаршије у Улици Маршала Тита (Светосавска) са низом индивидуалних зграда на простору од угла ул. ЈНА до завршетка западне стране ул. Седмог јула, Сокобања - Део урбане целине старе чаршије у Улици Маршала Тита (Светосавска) од бр. 7 – 15, Сокобања - Део урбане целине старе чаршије у Улици Маршала Тита (Светосавска) од бр. 44 – 48, Сокобања - Улица Маршала Тита у Кладову, Кладово - Занатско трговачке радње у Тијабари у Пироту, Пирот - Комплекс Дуванске индустрије, Ниш – Црвени Крст - Две старије куће и „Горњокрајска чесма“ у Горњој Белој Реци, Зајечар - Куће и привредне зграде: Сергеја Пауновића, Милорада Павловића и Стамена Нешића у Ласову, Зајечар - Шире подручије Улице Маршала Тита (Обреновићеве улице), Медијана, Ниш Уже подручје Брестовачке бање, Бор Споменици културе: Црква Св. Јована, Дољевац - Кућа Боре Димитријевића, Пиксле, Лесковац - Зањевачка црква код Звездана, Зајечар - Камени мост – Бели мост, Врање - Маркова црква – касноантичка базилика, Куршумлија -Стара чесма Ђеренка, Врање - Кућа народног хероја Симе Погачарчевића, Врање - Латинска црква код Глашинца, Житорађа - Иконостас саборне цркве, са Саборном црквом, Медијана, Ниш - Конак кнеза Милоша, Бор - Кнежев дворац, Бор - Амам кнеза Милоша Обреновића, Бор - Кућа Стамболијских, Медијана, Ниш - Кућа Борисава Анђелковића (позната по рођењу народног хероја Трајка Стаменковића у њој), Лесковац - Кућа народног хероја Косте Стаменковића, Лесковац - Кућа Дане и Никодија Вељковића, Бојник - Кућа народног хероја Ђуке Динић, Бојник - Стара црква Св. Богородице, Лесковац - Џамија Илсам Аге, Медијана, Ниш - Радул Бегов конак, Зајечар - Иван кула, Куршумлија - Црква Вазнесења Господњег у Завоју, Пирот Кућа на Тргу ослобођења, бр. 41, Књажевац Манастир Планиница са црквом Св. Николе, Пирот - Саборна црква Св. Тројице, Неготин - Манастир Крепичевац код Јабланице, Бољевац - Црква посвећена Св. Ђорђу, Књажевац - Црква Вазнесења Господњег, Неготин - Манастир Бабичко, Црква Св. Тројице, Лесковац - Манастир Суково са црквом посвећеном Св. Богородици, Пирот - Кућа у Улици Димитрија Димитријевића, бр. 52, Медијана, Ниш - Манастир Кацапун са црквом Св. Илије, Владичин Хан - Црква успења Богородице у Конопници, Власотинце - Црква Св. Тројице, Алексинац - Манастир Св. Петка Иверица у Островици, Нишка Бања, Ниш - Зграда "Градине", Медијана, Ниш - Зграда - Мансарда МЗК (НКЦ), Медијана, Ниш - Зграда у Улици. Станка Пауновића, бр. 17, Медијана, Ниш - Зграда у Улици Обилићев венац, бр. 18, Медијана, Ниш - Кућа Мишићевих, Медијана, Ниш - Зграда Историјског архива у Нишкој Тврђави, Црвени Крст, Ниш - Кућа народног хероја Станка Пауновића, Неготин - Црква посвећена Св. Арханђелу Михаилу у Конџељу, Прокупље - Споменик Хајдук Вељку Петровићу, Неготин - Средњовековно утврђење "Врмџа", Сокобања - Црква брвнара Вазнесења Господњег, Неготин - Црква брвнара посвећена Св. Тројици, Неготин - Црква брвнара Св. Духа, Неготин - Зграда Музеја Топлице, Прокупље - Црква Успења Богородице у Бањи Јошаници, Сокобања - Зграда бивше апотеке Карло Скацел, Пирот - Стара зграда поште – Мезулане, Кладово - Црква Св. Илије, Бољевац - Зграда старе апсане, Бољевац - Кућа Добросава Петровића, Бољевац - Зграда Старе основне школе, Бољевац - Зграда Старе општине, Бољевац - Св. Арханђела Лозица са спомеником, Бољевац - „Осман бегова чесма”, Бољевац - Стари камени споменик – запис, Бољевац - Зграда Музеја Крајине, Неготин - Зграда Педагошке академије, Неготин - Зграда Дома за децу и омладину Станко Пауновић, Неготин - Буково, Неготин - Комплекс старих чесама, Неготин - Зграда Дома ЈНА, Неготин - Стара грађанска кућа, Неготин - Стара сеоска кућа са јазлуком, Неготин - Ђокинска воденица, Неготин - Старо сеоско гробље код Рајца, Неготин - Старо сеоско гробље код Рогљева, Неготин - Кућа у Улици Милоша Обилића, Лесковац - Црква Св. Апостола, Лесковац - Црква Св. Петке, Лесковац - Црква Св. Николе, Гаџин Хан - Кућа првоборца Момчила Ранковића, Неготин - Зграда Народног позоришта, Медијана, Ниш - Манастирски комлекс са црквом посвећеном Св. Димитрију код села Дивљана, Бела Паланка - Српско војно утврђење са магацинима и бункерима, Бабушница - Кућа Стојана Божиловића „ Белог“, Пирот - Кућа народног хероја Стојана Љубића, Бојник - Споменик учесницима Тимочке буне, стрељаних на Краљевици, Зајечар - Зграда Основне школе "Миленко Брковић – Црни", Зајечар - Зграда основне школе "Љуба Нешић", Зајечар - Зграда Окружног начелства – Суда, Зајечар - Стамбена зграда у Улици Проте Матеје, бр. 9, Зајечар - Зграда "Рајковићева палата", Зајечар - Пословно стамбена зграда у Улици Љубе Нешића, бр. 31, Зајечар - Стамбена зграда – вила у Улици Ђура Салаја, бр. 20, Зајечар - Споменик на гробу Атанасија Петровића, учитељ Тасе, Палилула, Ниш - Споменик на гробу пуковника Милована Недића, Палилула, Ниш - Црква посвећена Св. Арханђелу Михаилу, Пантелеј, Ниш - Споменик ослободиоцима Ниша, Медијана, Ниш -Гробнице са бистом Павла Стојковића, Медијана, Ниш - Стара кућа на спрат у Копитаревој улици, Медијана, Ниш - Зграда са казанџијским радионицама, Медијана, Ниш - Гробница са спомеником сердару Јолу Пилетићу, Палилула,Ниш - Гробница са спомеником Тодору Станковићу, Палилула, Ниш - Споменик на гробу Станку Власотиначком, Палилула, Ниш - Комплекс цркве Св. Николе у селу Манастир, Нишка Бања, Ниш - Зграда Комунистичке општине (Народна библиотека), Медијана, Ниш - Ратно војно гробље британског команвелта, Палилула, Ниш - Споменик на гробу Николе Рашића „Коле“, Палилула, Ниш - Спомен гробница на Синђелићевом тргу, Медијана, Ниш - Гробница са спомеником Нестору Жучном – Проки Јовкићу, Палилула, Ниш - Спомен костурница учесницима Топличког устанка 1917. год. у рову Нишке тврђаве, Црвени Крст, Ниш - Стара сеоска кућа Тодора Коцића у Јелашници, Нишка Бања, Ниш - Комплекс са црквом Св. Николе код села Миљковца, Црвени Крст, Ниш - Зграда хотела Парк, Медијана, Ниш - Група зграда које чини недељиву целину у Улици Маршала Тита (Обреновићевој улици), Медијана, Ниш - Зграда у Улицџи Маршала Тита (Обреновићевој улици) "Либела цеље", Медијана, Ниш - Зграде у Улици Маршала Тита (Обреновићевој улици), Медијана, Ниш - Зграда Црвеног крста, Медијана, Ниш - Зграда у Улици Наде Томић, бр. 21, Медијана, Ниш - Апелова зграда, Медијана, Ниш - Зграда у Улици Орловића Павла, бр. 12, Медијана, Ниш - Зграда у Улици Првог устанка, бр. 2, Медијана,Ниш - Зграда на Тргу Павла Стојковића, бр. 10-10а, Медијана, Ниш - Зграда Прве војне болнице, Медијана, Ниш - Група зграда које чини недељиву целину на Тргу ослобођења, Медијана, Ниш - Зграда Народног музеја, Медијана, Ниш - Зграда у Улици Наде Томић, бр. 7, Медијана, Ниш - Зграда у Улици Пријездиној, бр. 5, Медијана, Ниш - Зграда у Улици Станка Пауновића, бр. 36 (нова кућа Јордана Цветковића), Медијана, Ниш - Зграда бившег Трговачког дома, Медијана, Ниш - Зграда Андона Андоновића, Медијана, Ниш - Зграда Инжењерске касарне „Филип Кљајић“, Палилула, Ниш - Зграда на Тргу Павла Стојковића, бр. 6, Медијана, Ниш - Зграда на Тргу Павла Стојковића, бр. 12, Медијана, Ниш - Зграда у Улици Обилићев Венац, бр. 20, Медијана,Ниш - Зграда у Улици Обилићев Венац, бр. 22, Медијана,Ниш - Зграда Скупштине општине, Сокобања - Старо бањско купатило, Сокобања - Конак Кнеза Милоша Обреновића, Сокобања - Зграда Старе основне школе, Сокобања - Црква Св. Преображења, Сокобања - Вила Далмација раније Дом Миланово, Сокобања Кућа Љубе Дидића, организатора и учесника Тимочке буне, Сокобања Административна зграда у Улици Драговићева, бр. 27, Сокобања - Кућа народног хероја Алексе Маркишића, Сокобања - Кућа у којој је умро књижевник Стеван Сремац, Сокобања - Грађанска кућа породице Петковић, Сокобања - Грађанска кућа породице Хаџи Павловић, Сокобања - Грађанска кућа у Улици Ивана Вушовића, бр. 9, Сокобања - Вила на путу Озренских партизана, Сокобања - Ужи амбијент са „чесмом Љубе Дидића“, Сокобања - „Хајдук Вељкова чесма“, Сокобања - „Чесма Кнеза Милоша“ на Требичком путу („Требичка чесма“), Сокобања - Пећинска црква Св. Петра и Павла код Рсовца, Пирот - Кућа Радикалског првака Аце Станојевића, Књажевац - Црква Св. Ђорђа, Димитровград - Манастир Св. Кирика и Јудите, Димитровград - Црква Св. Арханђела, Димитровград - Црква Св. Николе у селу Дојкинцу, Пирот - Кућа Милентија Поповића на Поповом риду, Црна Трава - Стара кућа Иванке Првуловић, Књажевац - Манастир Св. Богородице код Височке Ржане, Пирот - Црква Св. Ђорђа у селу Осмакову, Пирот - Црква Св. Ђорђа у селу Славињи, Пирот - Црква Св. Николе у Крупцу, Пирот - Манастирска целина Суводол са црквом Свете Богородице, Зајечар - Манастирска целина „Грлиште“ са црквом Св. Петре и Павла, Зајечар - Зграда Основне школе Љупче Николић, Алексинац - Црква посвећена Св. Николи, Алексинац - Зграда Учитељске школе (сада Општинског суда), Алексинац - Зграда Мушке основне школе "Смех и сузе" (Центра за културу при Радничком универзитету), Алексинац - Зграда Завичајног музеја, Алексинац - Грађанске куће у Улици Момчила Поповића, Алексинац - Грађанске куће у Улици Тихомира Ђорђевића, Алексинац - Градска вила у Улици косовској, Алексинац - Грађанска кућа у Улици Дракчета Милосављевића, Алексинац - Гробљанска капела др Стевана Димитријевића, Алексинац - Стара сеоска кућа Горана Живковића, Књажевац - Вила пољопривредно – прехрамбеног комбината Џервин, Књажевац - Кућа Поповића, Медијана, Ниш - Зграда Завичајног музеја и зграда Издавачке РО Ноига, Књажевац - Црква Св. Илије код Нишевца, Сврљиг - Црква Св. Арханђела у Попшици, Сврљиг - Сврљишки град код Нишевца, Сврљиг - Средњовековно насеље "Скобаљића град", Лесковац - Спомен црква Св. Јована Главосека код Крупца, Пирот - Зграда Председништва Скупштине општине, Медијана, Ниш - Црква Св. Арханђела (мали саборни храм), Медијана, Ниш - Средњовековни локалитет са остацима цркве Св. Пантелејмона и некрополом, Пантелеј, Ниш - Стара црква Св. Богородице у Собини, Врање - Стара варошка кућа Милана и Вукашина Прибојчића, Врање - Стара варошна кућа Петра и Чедомира Станисављевића, Врање - Стара варошка кућа Стане Јанић, Врање - Стамбена зграда у Улици Светозара Марковића, бр. 40, Медијана, Ниш - Стамбена зграда у Југ Богдановој улици, Медијана, Ниш - Стамбена зграда на Кеју 29. децембра, бр. 10-12, Медијана, Ниш - Стамбена зграда у Улици Орловића Павла, бр. 16, Медијана,Ниш - Зграда монопола, Врање - Споменик ослободиоцима Врања од Турака, Врање - Зграда Ликовне колоније у Сићеву, Нишка Бања, Ниш - Црква Св. Илије у Балиновцу, Прокупље - Зграда Рударско металуршког факултета, Бор - Зграда Дома културе, Бор - Споменик посвећен изгинулим ратницима – српским и француским војницима од 1912. до 1918. године, Бор - Споменик Петру Радовановићу, истакнутом југословенском револуционару, Бор - Споменик Милошу Раднотијеву код Борског језера, Бор - Спомен појате Партизански бивак, Бор - Саборна црква Св. Тројице, Лесковац - Зграда седишта Информативне организације Наша реч, Лесковац Зграда Дома културе младих Жика Илић -Жути (Културни центар), Лесковац - Зграда хотела Дубочице, Лесковац - Грађанска кућа у Улици Радоја Домановића, Лесковац - Зграда у којој је било седиште Прве комунистичке општине – садашња зграда Скупштине Општине, Лесковац - Зграда Дома занатлија, Лесковац - Зграда Окружног суда, Лесковац - Зграда бившег Среског начелства - зграда СО Лесковац, Лесковац - Зграде у Улици јужноморавских бригада, Лесковац - Грађанска кућа у Улици Ђорђа Лешњана, Лесковац - Грађанске куће у Улици Радоја Домановића, Лесковац - Грађанска кућа у Улици пасјачког одреда, Лесковац - Зграда трговачког магацина, Лесковац - Грађанска стамбена кућа у Улици Светозара Марковића, Лесковац - Грађанска кућа у улици Доситеја Обрадовића, Лесковац - Грађанска кућа у Улици Владе Ђорђевића, Лесковац - Грађанска кућа у Улици Масарика, Лесковац - Зграда у Улици Лоле Рибара, Лесковац - Грађанска кућа у Улици Ратка Павловића, Лесковац - Грађанска кућа у Улици Максима Горког, Лесковац - Споменик палим ратницима Лесковца од 1877 – 1918., Лесковац - Зграда Гимназије, Пирот - Комплекс гајтанара и воденице, Лесковац - Зграда бившег Окружног начелства, Пирот - Зграда Општинског суда, Пирот - Споменик ослободиоцима Куршумлије од Турака, Куршумлија - Пословна зграда или зграда Старог музеја, Бор - Грађанска кућа у Улици Војводе Мишића, Лесковац - Црква Успења Богородице, Бор - Манастир Сињачни - Св. Оца Николе, Бела Паланка - Црква Св. Преображења, Стубал, Владичин Хан - Црква Св. Петке, Лепеница, Владичин Хан - Зграда Музеја, Зајечар - Зграда Историјског архива, Зајечар - Зграда Скупштине општине, Зајечар - Зграда Радио Зајечара, Зајечар - Грађанско - стамбена трговачка кућа, Зајечар - Споменик палим ратницима тимочке крајине у ратовима 1912 – 1918, Зајечар - Зграда Тимочке млекарске задруге, Вражогрнац, Зајечар - Зграда Народног купатила, Планиница, Зајечар - Зграда Саре кафане, Заграђе, Зајечар - "Руска кућа" у Великом Извору, Зајечар - Стара кућа Душана Јовановића,Шљивар, Зајечар - Воденица Божидара Ранковића, Рготина, Зајечар - Зграда Специјалне полиције, зграда бившег Затвора, Медијана, Ниш - Кућа "Турска амбасада", Медијана, Ниш - Старо нишко гробље, Палилула, Ниш - Стара црква Пресвете Богородице, Зајечар - Сигнална станица Пене, Кладово - Зграда Гимназије, Прокупље - Зграда Гимназије Стеван Сремац, Медијана, Ниш - Зграда - Старе гимназије, Прокупље - Зграда Прве јавне библиотеке, Медијана, Ниш - Зграда са апотеком, Сврљиг Зграда Соколског дома, Прокупље - Зграда Старог хотела Врање, Врање- Зграда Гимназије, Врање -Зграда Старе хидроелектране Св. Петка, Острвица, Нишка Бања, Ниш - Зграда Учитељског дома, Медијана, Ниш -Зграда Општинског суда, Врање - Зграда Симфонијског оркестра, Медијана, Ниш - Манастир Св. Јована Крститеља, Пантелеј, Ниш - Зграда Поште 1, Медијана, Ниш - Црква Св. Николе, Палилула, Ниш - Црква Св. Петра и Павла, Житорађа - Црква Успеније Св. Богородице, Житорађа - „Бегов мост“ , Станичење, Пирот - Саборна црква Св. Тројице, Врање - Зграда трговца Тодора Цекића, Медијана, Ниш - Зграда Суда (Среског начелства), Медијана, Ниш - Зграда Хранта Мумџијана - Грчког конзулата, Црвени крст, Ниш Кућа "Моравка", Ражањ - Зграда Радио Ниша, Медијана, Ниш - Црква Рождества Христовог Пазарска црква, Пирот - Кућа Саве Јеремића,Послон, Ражањ - Црква Сошествије Св. Духа, Власотинце - Манастир Св. Петке, Бабушница -Црква Успења Св. Богородице, Гаџин Хан -Кућа у Улици Алексе Маркишића, Сокобања - Старо купатило са базенима 3 и 4, Нишка Бања, Ниш - Вила апотекара Величковића, Нишка, Бања Ниш - Зграда Општине, Прокупље - Манастир Св. Пантелејмона, Лепчинце, Врање - Црква Св. Петке, Доњи Матејевац, Пантелеј, Ниш - Црква Св. Арханђела Гаврила, Бојник - Црква Св. Пророка Илије, Ражањ - Црква Св. Илије, Гаџин Хан Црква Св. Тројице, Бојник Црква Св. Николе, Пантелеј, Ниш - Грађанска кућа у Улици Бранислава Нушића, Лесковац - Грађанска кућа у Улици Николе Скобаљића, Лесковац - Грађанска кућа у Улици Максима Горког, Лесковац - Зграда Привредног суда, Лесковац - Чичановићева кућа, Лесковац - Зграда Багат, Лесковац - Црква Св. Илије, Лесковац - Стамбено трговачка кућа, Лесковац - Споменик ослободиоцима Пирота од Турака, Пирот - Српско и грчко Војничко гробље са споменицима палим ратницима у Првом светском рату, Пирот - Кућа у којој је живео и радио се народни херој др М. Хаџић, Сврљиг - Гроб са спомеником народног хероја др М. Хаџића, Сврљиг - Стара „Гуглова воденица“ Нишевац, Сврљиг - „Грнчарска воденица“, Сврљиг - Споменик палим Топличанима у ратовима 1912 -1918., Прокупље - Црква Св. Ђорђа, Дојкинци, Владичин Хан - Зграда Старе општине - Кула, Власотинце - Црква Св. Тројице, Кладово - Средњовековно утврђење "Железник", Црвени Крст, Ниш - Католичка црква, Лесковац |

## Неки од заштићених споменика културе по окрузима

### Нишавски округ
- Војна болница Ниш
- Нишка тврђава
- Бали-бегова џамија у Нишу
- Саборни храм у Нишу
- Завичајни музеј Алексинац
- Црква у Ражњу

### Зајечарски округ
- Старо купатило у Сокобањи
- Сокоград
- Радул бегов конак Зајечар
- Манастирска целина Суводол
- Манастир Свете Тројице у Горњој Каменици

### Јабланички округ
- Манастир Рударе
- Кућа Боре Димитријевића-Пиксле
- Градска кућа Војводића
- Црква Оџаклија
- Кућа народног хероја Косте Стаменковића

### Топлички округ
- Град Хисар у Прокупљу
- Манастир светог Николе у Куршумлији

### Пчињски округ
- Зграда гимназије у Врању
- Гигина кућа у Власотинцу
- Манастир Прохор Пчињски

### Борски округ
- Хајдук Вељкова барутана
- Трајанова табла

### Пиротски округ
- Црква Св. архангела Михаила у Бољев Долу
- Манастир Поганово
- Црква рођења Христовог у Пироту
- Кућа породице Христић (Конак Малог Ристе)
- Пиротска тврђава